# Гуляев-Зайцев, Сергей Александрович
Сергей Александрович Гуляев-Зайцев (21 сентября 1896, Рязань, Российская империя — июнь 1986, Грязовец, РСФСР, СССР) — советский партийный и государственный деятель, в 1936—1937 годы первый секретарь Печорского окружного комитета ВКП(б); в 1922 редактор уездной газеты «Деревенский коммунар» и и. о. редактора губернской газеты «Красный Север» в 1923 году.

## Семья и детство
Сергей Александрович Гуляев-Зайцев родился 21 сентября 1896 года в Рязани.
Семья Гуляевых упоминается в «Родословной книги дворян Рязанской губернии». Это были незажиточные поместные дворяне. Дед Сергея Александровича — Пётр переехал в Вологодскую губернию и стал управляющим имением местного дворянина Волоцкого. За хорошую службу получил деревню Сосунка в Грязовецком уезде. Отец Сергея Александровича служил армии в звании штабс-капитана. Сюда на воспитание привезли малолетнего Сергея. После смерти Александра Петровича его семья переехала в Грязовец. Сергею было меньше пяти лет.
Здесь мальчик окончил двухлетнюю начальную школу. Поступил в Вологодскую мужскую гимназию. Проучившись восемь лет в гимназии с отличием её окончил в 1915 году. Гуляев-Зайцев поступил Петроградский императорский университет. Когда он учился на третьем курсе произошла Февральская революция. Сергей Александрович совмещает учебу и работу. Работает санитаром, старшим на питательном пункте у Нарвской заставы

## Грязовец
В 1917 году возвращается в Грязовец и преподает в Грязовецкой гимназии.
Из-за конфликта с администрацией гимназии, Гуляев-Зайцев её покидает и становится «домашним учителем». В 1918 году работает делопроизводителем Грязовецкого уездного военного комиссариата
29 ноября 1918 года вступает в ВКП(б).
С 1 марта 1919 года в уезде создаётся новаягазета «Деревенский коммунар», ставшая и партийной, и уездной. Членом редколлегии становится Сергей Александрович. 7 апреля 1921 года Гуляев-Зайцев указан как единственный редакторгазеты «Деревенский коммунар». В этом качестве он выступал до декабря 1921 года. Вновь назван главным редактором в номерах с 11 января 1922 до 16 августа 1922 года. С декабря 1922 года упомянут как член редакторской коллегии.
Кроме работы в «Деревенском коммунаре», Сергей Александрович с апреля 1920 по февраль 1921 года возглавляет уездный отдел народного образования. В этот период в Грязовце была открыта музыкальная школа и драматическая студия. С февраля 1921 года заместитель секретаря уездного комитета партии.

## Вологда
В июле 1923 года переведен на работу в Вологду. Там Сергей Александрович стал заместителем редактора областной газеты «Красный Север» и одновременно заведующим агитпропом Вологодского губкома ВКП(б).
В начале 1930-х годов С. А. Гуляев-Зайцев назначен заместителем директора по учебной части Вологодского молочно-хозяйственного института, а вскоре возглавил экономическую кафедру Вологодского пединститута.

## Коми
В марте 1932 года краевыми властями направлен в автономную область Коми. Назначен заведующим культпромом Коми обкома ВКП(б), а в октябре 1934 года избран секретарем Усть-Цилемского райкома ВКП(б).
В 1936 году в составе автономной области Коми был создан Печорский округ. К нему отнесли и Усть-Цилемский район. 10 октября 1936 года на I-й Печорской окружной конференции ВКП(б) был выбран Печорский окружной комитет ВКП(б). Его и возглавил Сергей Александрович.
5 декабря 1936 года автономная область Коми была преобразована в Коми АССР.
6 июля 1937 года Сергей Александрович был арестован. Его обвинили в заговоре с целью покушения на жизнь Иосифа Сталина. Сергей Александрович был исключен из партии. Два года провёл в следственной тюрьме. 20 августа 1939 года осужден военным трибуналом войск НКВД Уральского округа по статьям 58-7, 58-8, 58-11 УК РСФСР к высшей мере наказания. 90 дней Гуляев-Зайцев провёл в камере смертников. Но начальником тюрьмы стал Павел — его ученик по Агитпропу и написал прошение Сталину. Смертную казнь ему заменили 15 летним сроком в лагерях и поражением в правах на 5 лет. Сергей Александрович отбывал наказание в Красноярском крае.

## Возвращение в Грязовец
После смерти Сталина в 1953 году Гуляев-Зайцев получил свободу и вернулся в Грязовец. В феврале 1956 года он был реабилитирован и восстановлен в партии. В 1956 году он вышел на заслуженный отдых и стал персональным пенсионером союзного значения. Но и на пенсии Гуляев-Зайцев продолжил общественную и организационную работу: являлся почетным членом Грязовецкой районной комсомольской организации, членом Совета ветеранов партии и комсомола при грязовецком райкоме ВЛКСМ, принимал активное участие в партийной работе, руководил районной школой атеистов, часто выступал перед молодежью.

## Награды
- В 1967 году награжден орденом Ленина и знаком «50 лет пребывания в КПСС».
- В 1970 году к 100-летию В. И. Ленина награжден медалью «За доблестный труд, а ЦК ВЛКСМ вручил ему значок „50 лет с именем Ленина“».
- 4 ноября 1977 года ему присвоено звание Почетный гражданин города Грязовца[17].
- В 1980 году в год празднования 200-летия города Грязовца в честь Сергея Александровича местным селекционером был назван сорт пионов «Грязовчанин С. А. Гуляев-Зайцев»[3].

## Семья
Жена Капитолина Николаевна работала воспитателем школы-интерната в школе для слабослышащих детей.
У них было трое детей:
- Эвелина
- Сергей — доктор технических наук, профессор, жил в Киеве. Умер к октябрю 2016 года.
- Александр. Погиб во время службы на Тихоокеанском флоте[3].